# サラウツ
サラウツ（バスク語: Zarautz）またはサラウス（スペイン語: Zarauz）は、スペイン・バスク州ギプスコア県のムニシピオ（基礎自治体）。公式名はバスク語表記のZarautz。人口は22,000人程度だが、夏季の観光シーズンには約60,000人となる。

## 地理

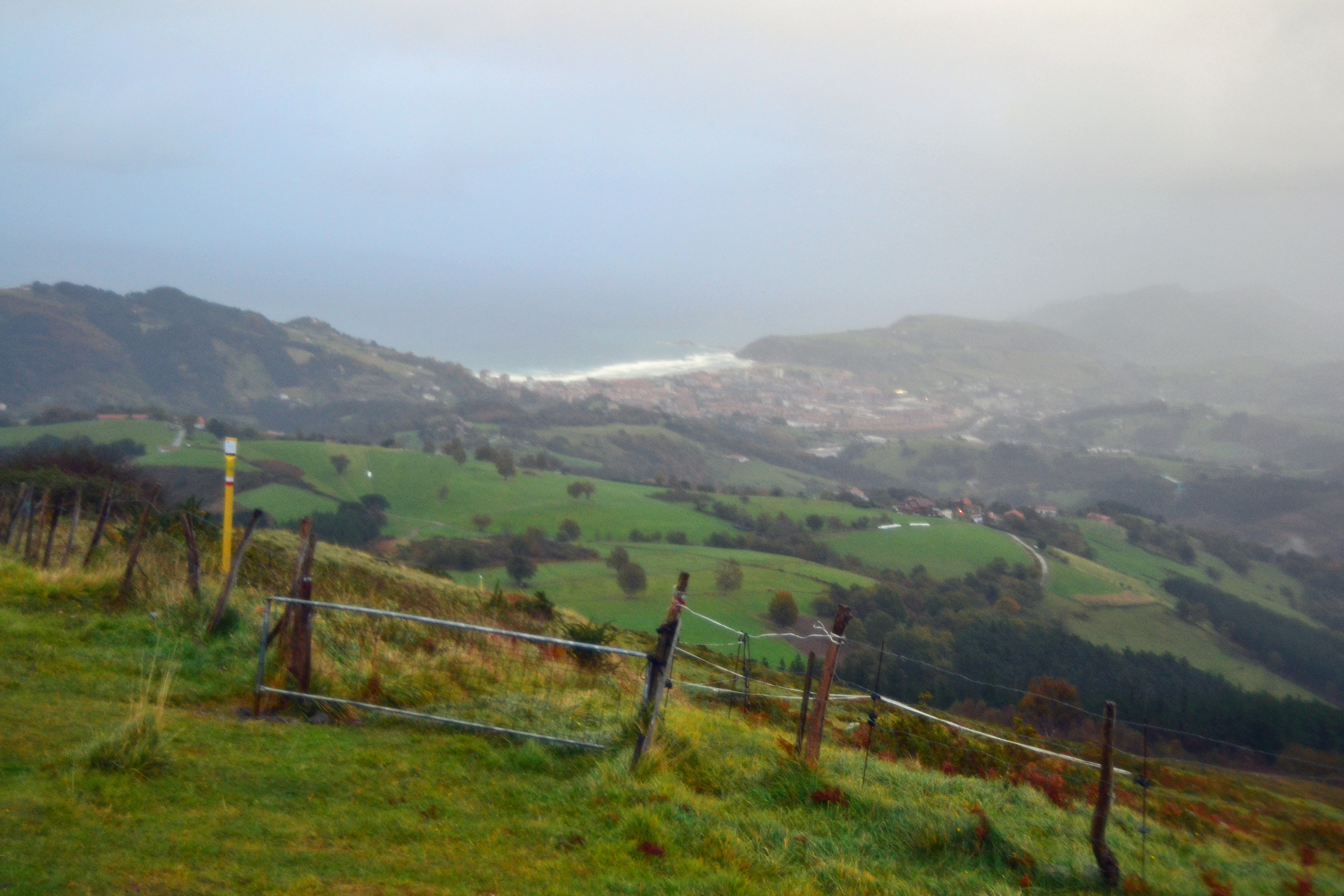
インダ山から見たサラウツの町とビスケー湾

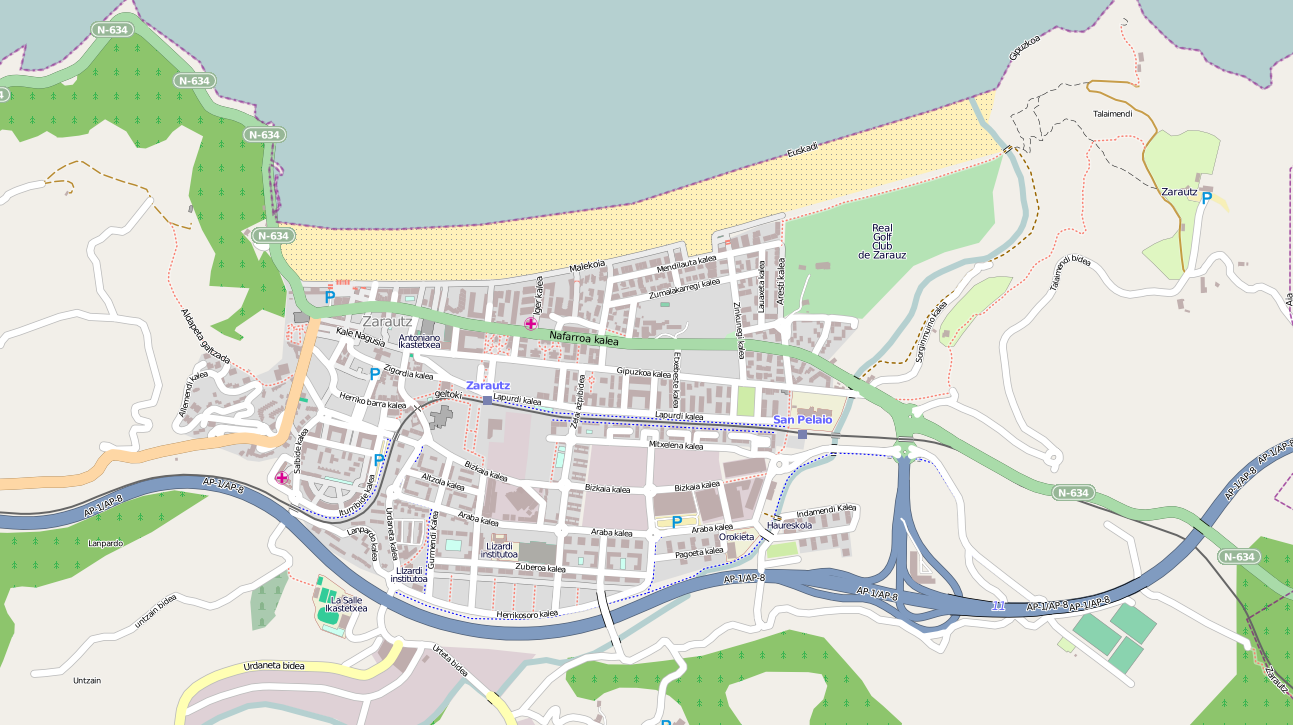
サラウツの町の中心部

バスク州内有数で、カンタブリア海沿岸でも一二を争う規模の砂浜を持ち、「砂浜の女王」（La Reina de las Playas）と称される。サラウツの市街地のすぐ東にはサン・ペラヨ川（バスク語、San Pelaio Erreka）という河川が流れている。

## 歴史
1237年、カスティーリャ王フェルナンド3世によって町としてサラウツは建設された。16世紀まで、住民は漁業、特に捕鯨に従事していた。ビスカヤ沿岸の海からタイセイヨウセミクジラが消えると、住民は農業や家具製造、船の建造に産業の転換を迫られた。
16世紀からあったナロス宮殿は、イサベル2世が夏の離宮としていた。このため貴族や上流階級の人々が19世紀に、遊歩道沿いに邸宅や住宅を築いた。
1980年11月3日、バスク祖国と自由(ETA)がサラウツでグアルディア・シビル（治安警備隊）を襲撃し、5人が死亡する事件があった。この年はバスク祖国と自由によるテロの犠牲者がもっとも多かった年である。

## 政治

### 議会
| 政党                                               | 2015   | 2015 | 2011   | 2011 | 2007   | 2007 |
| 政党                                               | 得票率 | 議席 | 得票率 | 議席 | 得票率 | 議席 |
| バスク民族主義党 (EAJ/PNV)                         | 41.84% | 10   | 25.05% | 6    | 22.93% | 5    |
| エウスカル・エリア・ビルドゥ (EH Bildu) / ビルドゥ | 31.56% | 7    | 37.82% | 9    | -      | -    |
| バスク社会党 (PSE-EE-PSOE)                         | 10.66% | 2    | 13.1%  | 3    | 21.22% | 5    |
| イラバシ                                           | 9.87%  | 2    | -      | -    | -      | -    |
| 国民党 (PP)                                        | 3.73%  | 0    | 8.3%   | 1    | 10.52% | 2    |
| バスク統一左翼/アララール                          | -      | -    | 9.2%   | 2    | 19.05% | 4    |
| アマイカバット (H1!)                               | -      | -    | 4.61%  | 0    | -      | -    |
| バスク連帯 (EA)                                    | -      | -    | -      | -    | 23.85% | 5    |

### 首長
| 任期      | 首長名                        | 政党                   |
| --------- | ----------------------------- | ---------------------- |
| 1979–1983 | Imanol Murua                  | PNV                    |
| 1983–1987 | Imanol Murua Arregi           | PNVのちにEA            |
| 1987–1991 | Antonio Alberdi Zabalegi      | EA                     |
| 1991–1995 | Antonio Alberdi Zabalegi      | EA                     |
| 1995–1999 | Imanol Murua Arregi           | EA                     |
| 1999–2003 | Maite Etxaniz Balentziaga     | EA                     |
| 2003–2007 | Maite Etxaniz Balentziaga     | EA                     |
| 2007–2011 | Jon Urien Krespo              | EAのちにアマイカバット |
| 2011–2015 | Juan Luis Illarramendi Roteta | ビルドゥ               |
| 2015–2019 | Xabier Txurruka Fernández     | PNV                    |
| 2019–2023 | n/d                           | n/d                    |
| 2023–     | n/d                           | n/d                    |

## 交通

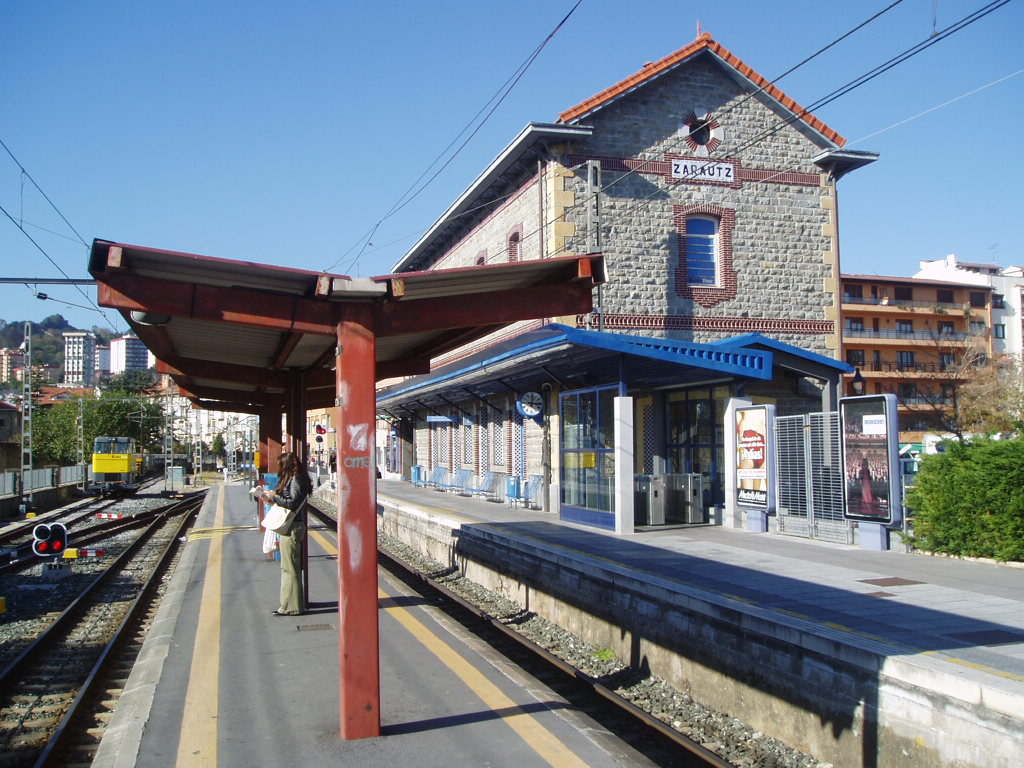
バスク鉄道のサラウツ駅

サラウツの市街地のすぐ南側には、E70号線の一部である、AP-8が東西方向に通っており、ヨーロッパの道路網と接続している。また、スペイン国道N-634号線は、市街地を東西方向に貫いている。
さらに、バスク鉄道の路線も東西方向に市街地を貫いており、市街地の中心部にサラウツ駅が、そこよりも東のサン・ペラヨ川のすぐ西にサン・ペラヨ・サラウツ駅が設置されており、ギプスコア県都サン・セバスティアンやビスカヤ県都ビルバオなどと接続している。
この他、自治体内を2つのバス路線が通っている。

## 文化
サラウツには写真博物館と芸術・歴史博物館という2つの博物館がある。Dorre Luzeaでは頻繁に展示会が開催される。自治体内には多くの写真ギャラリーがある。
バスク地方の伝統である美食文化はサラウツでも重要な要素である。多くのレストランがあり、伝統的バスク料理または現代的な新バスク料理を提供している。1967年には料理人のルイス・イリサールがサラウツにスペイン3番目となる料理学校を開校させた。スペインでもっとも有名な料理人のひとりであるカルロス・アルギニャーノは、1978年からサラウツの浜辺にあるホテル・レストランのシェフを務めている。バスク地方の他地域同様に、サラウツにはチョコ(Txoko)と呼ばれる多くの美食クラブが存在する。

## スポーツ

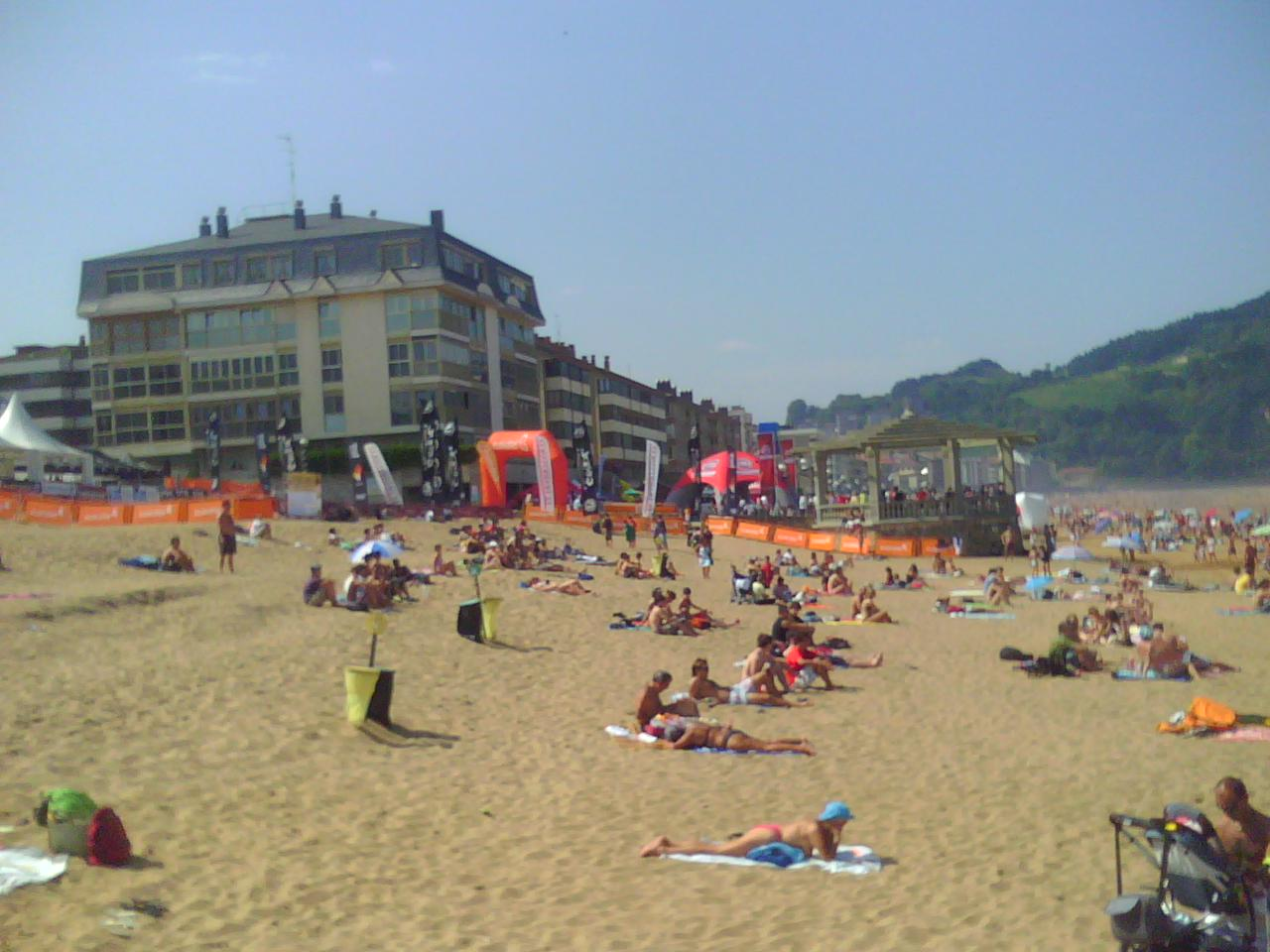
2007年にプロ・サーフ世界選手権会場となったサラウツ

サラウツには大きな砂浜があり、マリンスポーツも行われる。また市街地の北東端には、1916年に設立された、敷地面積約0.165 km2で、9つのホールを備えたゴルフ場もある。

## 出身者
- フランシスコ・エスクデロ - 作曲家
- ホセ・アンヘル・イリバル - サッカー選手
- ユーリ・ベルチチェ - サッカー選手

## 姉妹都市
- ハグニア、西サハラ
- ポンタルリエ、フランス
- カルダーノ・アル・カンポ、イタリア